# Arnold Mendelssohn
Arnold Ludwig Mendelssohn (Racibórz, Silèsia, 1855 - Darmstadt, 1933) fou un compositor i pedagog de la música alemany.
Mendelssohn té més de 100 obres escrites, entre les que únicament les corals han perdurat amb relativa vigència en els repertoris de concerts d'avui dia. Nebot de Felix Mendelssohn i alumne a Bucarest de Mihail Jora, amb el temeps fou professor de Hindemith, Arnold Mendelssohn renova l'interès a Alemanya per la música sacra luterana, l'obra de Bach i Schütz. Utilitzà un estil compositiu més polifònic que el dels seus contemporanis, molt propi i inhabitual donades les tendències del moment (es perdia el culte a la tonalitat). Va ser violinista, compositor i director, i exercí de docent al Hoch Conservatorium de Frankfurt del Main. Se'l qualifica com a neoclassicista, amb reminiscències de formes i contrapunt de la música antiga però amb recursos tonals de finals del segle xix. La seva música va ser oblidada durant el règim nazi a causa del seu origen jueu.
- Video - Trio for 2 Violins & Piano, Op.76 I - Allegro
- Video - Trio for 2 Violins & Piano, Op.76 II - Adagio III - Menuet, un poco vivace
- Video - Trio for 2 Violins & Piano, Op.76 IV - Sostenuto, allegro non troppo

1. ↑   Edita SARPE, Gran Enciclopedia de la Música Clásica, vol. II, pàg. 646. (ISBN 84-7291-255-8)